# Mary Stewart Relfe
Mary Stewart Relfe es una escritora cristiana de libros conspiracionistas de Estados Unidos.

## Teorías
Es la autora de la teoría en su libro de 1982 que se convirtió en leyenda urbana de la presencia del número seiscientos sesenta y seis, la "Marca de la Bestia", en el sistema de código de barras.

## Obras
- When Your Money Fails... The 666 System is Here, Ministries, Inc. (1981)
- The New Money System, Ministries, Inc., (1982). Traducción: El Nuevo sistema monetario, Editorial Clie (2004), ISBN 978-84-7228-814-0
- Cure Of All Ills, (1987)
- The Day Banks Close & Other Unthinkables, ISBN 0-9607986-4-1
- Blueprints Over America, League Of Prayer
- Civilization Ambushed: Banks Fail Dollars Die the Y2k Apocalypse, ISBN 978-0-9607986-5-0
- Make Known His Deeds Among the People, League of Prayer, (1991).